# Hubert Krech
Hubert Krech (* 10. Dezember 1967) ist ein deutscher Fernsehredakteur (ZDF) und Sprecher der Arbeitsgemeinschaft der Redakteursausschüsse (AGRA).

## Leben und Beruf
Nach seinem Abitur am Albrecht-Altdorfer-Gymnasium in Regensburg leistete Krech zunächst seinen Wehrdienst. 1989 begann Krech das Studium der Germanistik und der Politikwissenschaften an der Universität Regensburg. 1998 schloss Krech sein Studium ab (Magister Artium). Seine Magisterarbeit wurde als Buch von der Mittelbayerische Druckerei- und Verlags-Gesellschaft mbH herausgegeben.
Von 1989 bis 2001 war Krech als Redakteur (Schwerpunkt Politik und Nachrichten) im Funkhaus Regensburg für die Radiosender Gong FM und Charivari Regensburg tätig. Von 1993 bis 2001 war Krech zusätzlich als freier Redakteur bei der Donau-Post/Straubinger Tagblatt aktiv.
2001 zog Krech nach Baden-Baden und war dort von April bis Dezember 2001 als Redakteur beim Südwestrundfunk (SWR) tätig.
Seit 2002 ist er als freier Redakteur beim ZDF in Mainz. Dort ist er in der Hauptredaktion Neue Medien Projektleiter und (Schluss-)Redakteur. Seit 2008 ist Krech  im Redakteursausschuss des ZDF. Krech ist auch Beisitzer im Vorstand der Gewerkschaft VRFF, für welche er seit 2017 im ZDF-Personalrat in Mainz tätig ist. Seit Oktober 2019 ist er Sprecher der Arbeitsgemeinschaft der Redakteursausschüsse (AGRA).

## Projekte
- 2014 ZDF heute 1914
- 2015 ZDF Lobbyradar (Gewinner Prix Europa „Best Online Project of the Year 2015“[2])
- 2016 ZDF Blickwechsel
- 2019 ZDF history360 (Finalist Japan Prize 2019, nominiert für Prix Italia, nominiert für Prix Europa)[3]